# District de Küssnacht
Le district de Küssnacht est un district suisse, situé dans le canton de Schwytz. Il ne compte, comme les districts de Gersau et d'Einsiedeln, qu'une seule commune.

## Communes
| Nom       | N° OFS | Population (décembre 2022) |
| --------- | ------ | -------------------------- |
| Küssnacht | 1331   | +013 843,                  |
| Total     | Total  | +013 843,                  |